# 光の季節 (ローラ・ニーロのアルバム)
| 専門評論家によるレビュー | 専門評論家によるレビュー |
| レビュー・スコア         | レビュー・スコア         |
| 出典                     | 評価                     |
| ------------------------ | ------------------------ |
| オールミュージック       | link                     |
| Christgau's Record Guide | B–                       |

『光の季節』(Season of Lights)は、ニューヨークのシンガーソングライター、ピアニストのローラ・ニーロによる初のライブアルバム。
コロンビア・レコードはニーロの最新のスタジオ・アルバム『スマイル』をプッシュすべく、ニーロの1967年のツアーの様々な場所での録音から曲をピックアップして1977年の夏にライブ・アルバムとしてリリースした。アルバム全体の厳密なプロデューサーはいなかったが、ニーロが「音楽監督」としてクレジットされている。エンジニア兼ミキサーはデール・アシュビーで、ドン・パルスとケン・ロバートソンが補助した。
このアルバムは元々は販促目的で16曲収録の2枚組アルバムとして作られ、コピーが一部の販売店に送られた。コロンビア・レコードは一般市場向けにはニーロの最初の6枚のスタジオアルバムの曲を含む10曲からなる1枚のアルバムとしてリリースした。ニーロはギター、ピアノ、その他のキーボードを演奏し、ギターのジョン・トロペイやパーカッションのカーター・コリンズなど、素晴らしいミュージシャン達がバックを務めた。
アルバムのレイドバックしてゆったりとしたジャジーな雰囲気は、スムーズな『スマイル』から予想されるものだった。アルバムは大きな商業的成功は収めることなく、ポップアルバムチャートとして知られているビルボード 200チャートでは最高で137位を記録するにとどまった。ニーロのアルバムは1968年の『イーライと13番目の懺悔』から7枚が連続してチャートインしたが、今作は米国でチャートインした最後から2番目のアルバムとなった。ニーロの最後のチャートエントリーは1984年である。

## 概要
このアルバムはアメリカのポップチャートにニーロを復帰させたアルバム『スマイル』の販売をサポートするために、ニーロの1976年のツアーの間に録音された。このアルバムにはニーロにとっての最初のフルバンドでのツアーが記録されており、高い評価を得ているバックミュージシャンも参加している。ニーロは自分の声にギターとピアノによる伴奏を添えた。
アルバムの雰囲気はレイドバックしていて滑らかでジャズ風である。『スマイル』での音楽的探究に似ており、多くの曲を巧みに編曲しなおして、アルバムバージョンをそのまま演奏するのではなく、「スウィート・ブラインドネス」をかなり遅くしたり、「アンド・ウェン・アイ・ダイ」をファンキーにするなどして、新しいバンドのサウンドに合わせている。
オリジナルのLPアルバムは2枚組になる予定だったが、リリースされたのは1枚構成のLPアルバムとなった。標準アルバムの10曲とは異なる、16曲を収録したフルアルバムの日本版がある。
2008年8月にIconoclassic Recordsから16曲すべてとボーナストラックとしてソロバージョンの「タイマー」を含む、リマスター版のCDが再発売されている。

## トラックリスト（標準シングルビニールバージョン）
全曲ローラ・ニーロ作 
| トラック                                                                                        | 時間 | オリジナルアルバム                              |
| ----------------------------------------------------------------------------------------------- | ---- | ----------------------------------------------- |
| 懺悔 (The Confession)                                                                           | 3:11 | イーライと13回目の懺悔 （1968）                 |
| アンド・ホエン・アイ・ダイ (And When I Die)                                                     | 4:03 | モア・ザン・ナ・ニュー・ディスカバリー （1967） |
| 支那ちょうちんのある二階部屋 (Upstairs By A Chinese Lamp)                                       | 4:56 | 魂の叫び （1970）                               |
| スウィート・ブラインドネス (Sweet Blindness)                                                    | 3:47 | イーライと13回目の懺悔 （1968）                 |
| キャプテン・セイント・ルシファー (Captain Saint Lucifer)                                        | 5:55 | ニューヨーク・テンダベリー （1969）             |
| マネー (Money)                                                                                  | 6:04 | スマイル （1976）                               |
| ネコの歌 (The Cat Song)                                                                         | 4:22 | スマイル （1976）                               |
| 私がフリーポートならあなたはメイン・ドラッグ (When I Was a Freeport and You Were the Main Drag) | 3:42 | 魂の叫び （1970）                               |
| タイマー (Timer)                                                                                | 6:15 | イーライと13回目の懺悔（1968）                  |
| エミー (Emmie)                                                                                  | 3:56 | イーライと13回目の懺悔 （1968）                 |

## トラックリスト（オリジナルのダブルビニールバージョンとIconoclassic 2008 CDリマスター）
| トラック                                                                                        | 時間 | オリジナルアルバム                               |
| ----------------------------------------------------------------------------------------------- | ---- | ------------------------------------------------ |
| マネー (Money)                                                                                  | 6:04 | スマイル （1976）                                |
| スウィート・ラヴィン・ベイビー (Sweet Lovin' Baby)                                              | 2:20 | ニューヨーク・テンダベリー （1969）              |
| アンド・ホエン・アイ・ダイ (And When I Die)                                                     | 4:03 | モア・ザン・ナ・ニュー・ディスカバリー （1967）  |
| 朝のニュース (The Morning News)                                                                 | 2:32 | 以前に未公開                                     |
| 支那ちょうちんのある二階部屋 (Upstairs By A Chinese Lamp)                                       | 4:56 | 魂の叫び （1970）                                |
| アイ・アム・ザ・ブルース (I Am the Blues)                                                       | 7:00 | スマイル （1976）                                |
| 私がフリーポートならあなたはメイン・ドラッグ (When I Was a Freeport and You Were the Main Drag) | 3:42 | 魂の叫び （1970）                                |
| キャプテン・セイント・ルシファー (Captain Saint Lucifer)                                        | 5:55 | ニューヨーク・テンダベリー （1969）              |
| スマイル (Smile)                                                                                | 4:07 | スマイル （1976）                                |
| 火星 (Mars)                                                                                     | 3:24 | スマイル （1976）-「スマイル」のエンディング部分 |
| スウィート・ブラインドネス (Sweet Blindness)                                                    | 3:47 | イーライと13回目の懺悔 （1968）                  |
| ネコの歌 (The Cat Song)                                                                         | 4:22 | スマイル （1976）                                |
| エミー (Emmie)                                                                                  | 3:56 | イーライと13回目の懺悔 （1968）                  |
| 懺悔 (The Confession)                                                                           | 3:11 | イーライと13回目の懺悔 （1968）                  |
| タイマー (Time)                                                                                 | 6:15 | イーライと13回目の懺悔（1968）                   |
| ミドナイト・ブルー (Midnite Blue)                                                               | 4:05 | スマイル （1976）                                |

## パーソネル
- ローラ・ニーロ - ボーカル、ピアノ、音楽監督
- ジョン・トロペイ - エレキギター
- リチャード・デイヴィス（英語版） - ベース
- アンディ・ニューマーク - ドラムス
- カーター・CC・コリンズ - パーカッション
- ニディア・マータ - コンガ
- マイク・マイニエリ - クラビネット、マリンバ、ビブラフォン
- ジャン・ファインバーグ、ジェフ・キング - サックス
- エレン・シーリング - トランペット

技術
- 録音：デール・アシュビー
- ミキシング：ドン・パルス、ロン・ジョンセン
- カバー絵画：谷内六郎

## 参照資料
1. ↑  Christgau, Robert (1981). “Consumer Guide '70s: N”. Christgau's Record Guide: Rock Albums of the Seventies. Ticknor & Fields. ISBN 089919026X 2019年3月8日閲覧。

- オールミュージック
- ローラ・ニーロ